# Lorraine (Kansas)
Lorraine – miasto położone w Hrabstwie Ellsworth.